# Bâtiment du Vieux champ de tir à Novi Sad
Le bâtiment du Vieux champ de tir à Novi Sad (en serbe cyrillique : Зграда Старе стрељане у Новом Саду ; en serbe latin : Zgrada Stare streljane u Novom Sadu) est situé à Novi Sad, la capitale de la province autonome de Voïvodine, en Serbie. En raison de sa valeur patrimoniale, il est inscrit sur la liste des monuments culturels protégés de la République de Serbie (identifiant n° SK 2002).

## Présentation
Le bâtiment du Vieux champ de tir, situé 4 rue Antona Čehova, a été construit en 1890 sur des plans de l'architecte hongrois György Molnár pour la Société de chasse ou Societas Jaculateria de Novi Sad, une association fondée en 1790,.
Le bâtiment, caractéristique du style éclectique, est doté d'une façade principale symétrique rythmée par deux avancées latérales et une avancée centrale moins marquée. Au centre, le toit en croupe est dominé par une tour et, chacune des avancées latérales est surmontée d'un dôme aplati. Sur le plan horizontal, des corniches séparent le rez-de-chaussée du toit et sur le plan vertical, les portes-fenêtres centrales sont encadrées de colonnes et les fenêtres latérales encadrées de pilastres. L'angle des avancées est souligné par un décor en bossage.
L'espace intérieur est organisé autour d'une grande salle centrale avec deux pièces secondaires dévolues aux activités sportives. Le plafond de la salle principale est richement orné de stuc et décoré de scènes de genre empruntant leurs sujets à la chasse ou à la vie quotidienne.
Le bâtiment a été inscrit sur la liste des monuments culturels de la République de Serbie en 2007. Il a été restauré en 2011-2012.